# 고엔유 천황
고엔유 천황(일본어: 後円融天皇, 1359년 1월 11일 ~ 1393년 6월 6일)은 일본의 남북조 시대 북조의 제5대 천황이었다(재위: 1371년 4월 9일 ~ 1382년 5월 24일). 메이지 이전의 학자들에 따르면 그의 치세는 1371년에서 1382년까지였다. 그의 이름은 64대 천황 엔유 천황을 본딴 것으로 비한자문화권에서는 엔유 2세라고도 불린다. 휘(諱)는 오히토(緒仁)다. 그는 북조 제4대 천황 고코곤 천황의 차남으로 어머니는 사다이진 히로하시 가네쓰나(広橋兼綱)의 양녀 후지와라노 나카코(藤原仲子)였다.

## 생애
1371년 황실의 포고에 의해 그는 친왕의 직위를 받고 황태자로 봉해졌다. 직후에 그는 아버지 고코곤 천황의 양위로 천황이 되었다. 고코곤 천황과 스코 천황 사이에 황태자에 대한 의견 상충이 있었다고 전해진다. 막부를 조정하였던 호소가와 요리유키의 지지로 고엔유 천황은 북조 천황이 되었다. 그러나 1374년까지는 고코곤 천황이 상황으로서 정무를 보았다.
1368년 아시카가 요시미쓰는 쇼군에 취임했고 그의 경호로 황궁은 안정이 되었다.
1382년 고엔유 천왕은 아들 고코마쓰 천황에게 양위하고 상황이 되어 섭정을 시작했으나 요시미쓰의 개입으로 실권은 없었다. 이후 그는 후궁 산죠 이쓰코와 요시미쓰의 간통을 의심하였고 또다른 후궁도 요시미쓰와의 사이를 의심해 출가시켰다. 이후에도 요시미쓰가 자신을 유배시키려 한다고 의심해 할복 자살 소동을 벌이기도 했다.
1392년 남조와 화친이 맺어지고 남북조 시대는 끝났다.
1393년 6월 6일 고엔유 천황이 사망하였다.

## 가계도
- 궁인 : 츠요몬인(通陽門院) 산죠(후지와라) 타카코(이즈코)(三条(藤原) 嚴子) (1351-1406) - 산죠 킨타다(三条公忠)의 딸
  - 제1황자 : 모토히토 친왕(幹仁 親王) - (고코마츠 천황)
  - 제1황녀 : 켄시 내친왕(珪子 内親王) (1381-1399)
- 텐지 : 다이텐시노츠보네(大典侍局) 시죠(후지와라) 이마코(킨시)(四条(藤原)今子) - 시죠 타카사토(四条 隆郷)의 딸
  - 제2황자 :토쵸 법친왕(道朝 法親王) (1378-1446)
- 후궁 : 후지와라씨(藤原氏) - 오기마치산죠 사네토시(正親町三条 実音)의 딸
- 후궁 : 안사츠노츠보네(按察局) 타치바나씨(橘氏) - 타치바나 시로시게(橘 知繁)의 딸
- 생모 불명
  - 황녀 : ? (?-1391) - 출가하여 비구니가 됨
  - 황녀 : ? - 다이쇼지 몬제키
  - 황자 : 고츄쿠닌(強中□忍) - 린센지

## 같이 보기
- 일본 천황